# Pleurospermum grandifolium
Pleurospermum grandifolium är en flockblommig växtart som beskrevs av H.Wolff. Pleurospermum grandifolium ingår i släktet piplokor, och familjen flockblommiga växter. Inga underarter finns listade i Catalogue of Life.